# Оливие дьо Клисон
Оливие дьо Клисон (на френски: Olivier de Clisson; * 23 април 1336, замък Клисон, Бретан; † 23 април 1407, Жослен, Бретан) е бретански офицер, който служи на Франция по време на Стогодишната война. Стига до поста конетабъл (върховен главнокомандващ). Особено голяма е ролята му в процеса на отвоюване на Аквитания при управлението на Шарл V (1364 – 1380).

## Произход и ранни години
Той е представител на рода Клисон, който във Войната за бретанското наследство поддържа каузата на Монфор – (т.е. английската страна). В началото самият Оливие също симпатизира на англичаните.
Когато крал Филип VI екзекутира баща му за предателство (1343 г.) и отнема имотите му, той и майка му бягат в Лондон. Майка му се омъжва повторно за сър Уилям Бентли – известен рутиерски капитан (шеф на разбойническа банда). С негова помощ Клисон си връща повечето изгубени земи, а през 1364 г. участва в решителната битка при Оре. Там Жан дьо Монфор побеждава и се налага като херцог на Бретан, а французите признават загубата си.
В следващите години младият войник последва Едуард Черния принц в Испания и се бие редом с него в известната битка при Нахера.

## На служба на Шарл V
През 1370 г. Оливие дьо Клисон се оказва в остър конфликт с Жан дьо Монфор и заедно с привържениците си минава на служба на френския крал. По това време Франция е започнала да се изправя след унизителното примирие в Бретини и тъкмо е подновила военните действия. Под влиянието на един друг бретанец – Бертран дю Геклен, френските войски избягват открити битки и се отдават на партизанска война. Този метод се оказва ефективен. Скоро той довежда до връщането, но всичко изгубено от началото на войната.
Клисон сключва персонален договор с Дю Геклен и получава правото да командва отделни армейски части. Има значителен принос за възстановяването на френската власт в провинциите Сентонж и Поату (1371 – 1372), а през 1373 г. участва в акцията по прогонването на Жан дьо Монфор от Бретан. Бързо се доказва като решителен и неумолим войник, а на краля допада съгласието му да избягва открити сражения. Когато Дю Геклен умира през 1380 г., Клисон е назначен за конетабъл на Франция. По-късно същата година умира и Шарл V, който оставя на трона малолетния си син Шарл VI.

## В управлението на Франция
В първите години от царуването на Шарл VI властта попада в ръцете на многобройните му чичовци, един от които е херцогът на Бургундия. Именно те го въвличат във война с въстаналите градове във Фландрия, която се оказва успешна за Франция. Клисон командва кралските войски в решителната битка при Розбеке. Около 1388 г. обаче кралят успява да отстрани чичовците си и да ги замести с екипа, оставен от покойния му баща. Това включва Оливие дьо Клисон, най-видния му член. Новите управляващи получават подигравателното название „мармузетите“ (дребни хора), от средите на низшата аристокрация. Те може и да са дребни по произход, но са големи по способности и стабилизират финансите на страната. През 1389 г. постигат с Англия примирието в Люлингем. Така осигуряват най-продължителния мирен период през Стогодишната война.
През 1392 г. е направен опит за убийството на Клисон. Подозренията се насочват към бретански херцог и Шарл VI повежда армията си, за да накаже бретанеца. По време на похода, в гората край Льо Ман, той преживява странна среща с един парцалив човек. Това отключва в него необичайна лудост и скоро го прави неспособен да управлява. Мармузетите губят властта, а Оливие дьо Клисон е превърнат в изкупителна жертва. Прогонен от двора, той се връща в Бретан, но там Жан дьо Монфор го арестува и го дава под съд. Последният момент на слава на стария военачалник е въстанието му против херцога, в което намира подкрепа у привържениците на някогашния френски претендент Шарл дьо Блоа. Накрая, през 1395 г. двамата противници се помиряват и Клисон прекарва остатъка от дните си в разбирателство с Монфор.

## Семейство
През 1361 г. се жени за Катрин дьо Лавал, от която има две дъщери:
- Маргарита, омъжена за Жан дьо Пентиевър, син на Шарл дьо Блоа
- Беатрис, омъжена за Ален VIII дьо Роан.

След смъртта на първата си съпруга се жени за Маргьорит дьо Роан. От този брак няма деца.